# Parasinalda
Parasinalda is een geslacht van wantsen uit de familie van de Tingidae (Netwantsen). Het geslacht werd voor het eerst wetenschappelijk beschreven door Ernst Heiss & Viktor Golub in 2013.

## Soorten
Het genus bevat de volgende soorten:

- Parasinalda baltica (Drake, 1950)
- Parasinalda froeschneri (Golub & Popov, 1989)
- Parasinalda groehni Heiss & Golub, 2013
- Parasinalda sukachevae Golub, Perkovsky & Vasilenko, 2022
- Parasinalda wappleri Popov, 2019